# De bello Gallico

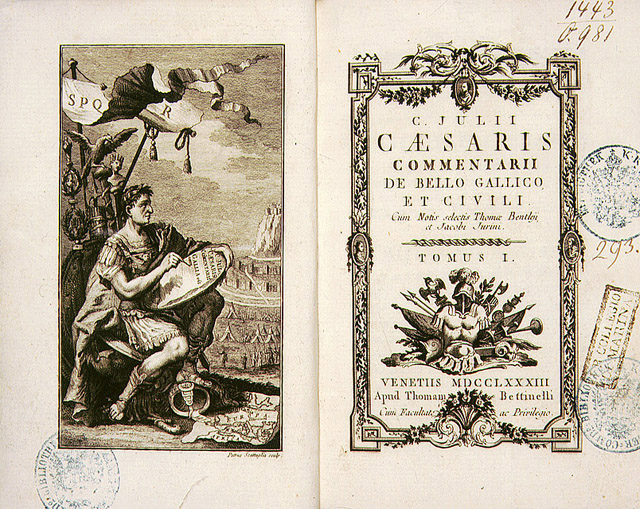
Buchausgabe von 1783

Als Commentarii de bello Gallico (deutsch Bericht über den Gallischen Krieg) oder De bello Gallico (deutsch Vom Gallischen Kriege, Über den Gallischen Krieg) wird ein Bericht des römischen Feldherrn Gaius Iulius Caesar über den Gallischen Krieg (58 bis 51/50 v. Chr.) bezeichnet. Der Name Commentarii ist indirekt aus mehreren antiken Berichten belegt. Demnach hatte Caesar sein Werk Commentarii rerum gestarum Galliae (lat. Berichte zu den Errungenschaften in Gallien) bzw. Commentarii Gallici belli (lat. Chroniken des Gallischen Krieges) genannt. Das Werk stellt die Hauptquelle zu Caesars Feldzügen dar, ist allerdings von starken Eigeninteressen des Verfassers geprägt und daher als objektive historische Quelle umstritten. In literarischer Hinsicht ist das Werk ebenfalls von großer Bedeutung. Es entwickelte eine erhebliche Breitenwirkung und gehört bis heute zum Hauptkanon der lateinischen Literatur.
Caesars Commentarii bestehen aus acht Büchern. Das achte Buch ist nicht von ihm selbst, sondern von seinem Freund, hohen Offizier und persönlichen Sekretär Aulus Hirtius verfasst worden. Hirtius wollte damit die Lücke zwischen dem Gallischen Krieg und dem Bürgerkrieg schließen, den Caesar in seinem Werk De bello civili beschrieb.
Die Frage nach den Einzelheiten der Publikation der Commentarii durch Caesar lässt sich nicht eindeutig beantworten. Es werden dazu drei Meinungen vertreten: Caesar habe die Ereignisse der einzelnen Kriegsjahre Jahr für Jahr in den Ruhephasen, vorwiegend im Winterlager, geschrieben oder diktiert, oder aber die Commentarii seien nach dem Ende des Kriegs zusammenhängend abgefasst worden, oder, eine Art Kompromiss aus diesen beiden Theorien, die getrennt verfassten Bücher seien nach dem Kriegsende 50/51 v. Chr. zusammen redigiert und publiziert worden.
Die Commentarii sind – trotz ihrer Gattungsbezeichnung – nicht die offiziellen Tätigkeits- und Rechenschaftsberichte an den Senat; jedoch benutzte Caesar diese sicher, neben privaten Aufzeichnungen.

## Stil und Darstellungsabsicht
Der Stil ist klar und konsequent in der Gedankenführung. In der Wortwahl kann schon von Purismus gesprochen werden, da Caesar Variationen um ihrer selbst willen strikt vermeidet und stattdessen knapp und präzise formuliert.
Diese Strenge und Konsequenz im Gebrauch der Sprache leitet sich aus Caesars stilistischen Überzeugungen her, die er in seiner verlorenen Schrift De analogia darlegte. Daraus zitiert der Philosoph Favorinus die Anweisung an einen Schüler: „tamquam scopulum sic fugias inauditum atque insolens verbum!“ („Wie von einer Klippe so nimm Abstand von einem noch nie gehörten und ungewöhnlichen Wort!“). Eine kurze zusammenfassende Würdigung von Caesars sprachlicher Meisterschaft lässt Cicero seinen Freund Atticus in der Schrift Brutus vortragen.
Die Bücher über den Gallischen Krieg sind nach dem annalistischen Prinzip aufgebaut, jedem Kriegsjahr wurde also ein Buch gewidmet. Caesar beschrieb seine Handlungen nicht in der ersten, sondern in der dritten Person (Er-Form), um den Anschein von Objektivität und Bescheidenheit zu erwecken. Ziel seiner Aufzeichnungen war vor allem, die Notwendigkeit seines Feldzuges vor den römischen Beamten darzulegen und somit seinen Krieg zu rechtfertigen.
Allerdings ist Caesars „Tatsachenbericht“ an manchen Stellen recht subjektiv gefärbt und daher kritisch zu betrachten. Caesar ist denn im eigentlichen Sinne auch kein Historiker, sondern Berichterstatter, der die literarische Gattung der commentarii für politische Zwecke benutzte.

## Inhalt

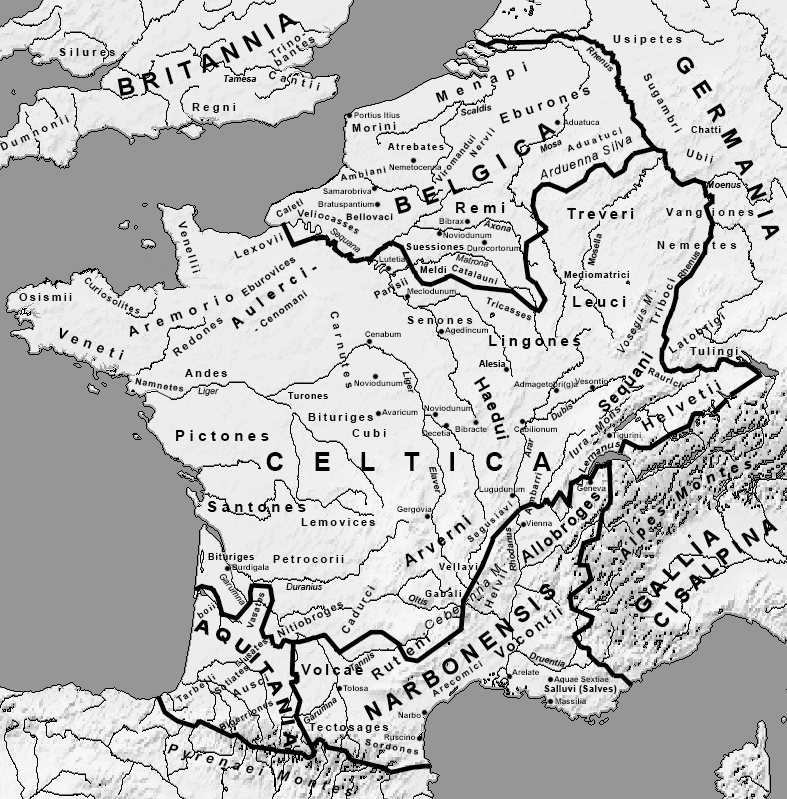
Gallien zur Zeit Caesars (58 v. Chr.)

Der Bericht beginnt mit einer knappen ethnographischen und geographischen Beschreibung Galliens. Der Anfangssatz ist noch heute vielen Lateinschülern bekannt:

„Gallia est omnis divisa in partes tres, quarum unam incolunt Belgae, aliam Aquitani, tertiam, qui ipsorum lingua Celtae, nostra Galli appellantur.“

„Gallien in seiner Gesamtheit zerfällt in drei Teile. Den einen bewohnen die Belgier, einen anderen die Aquitaner und den dritten die, die sich selbst Kelten nennen, in unserer Sprache aber Gallier heißen.“

Nach dieser kurzen Einleitung beginnt die Schilderung des Gallischen Krieges mit dem Feldzug gegen die Helvetier.

### Erstes Buch: Krieg gegen die Helvetier und den Germanen Ariovist (58 v.Chr.)

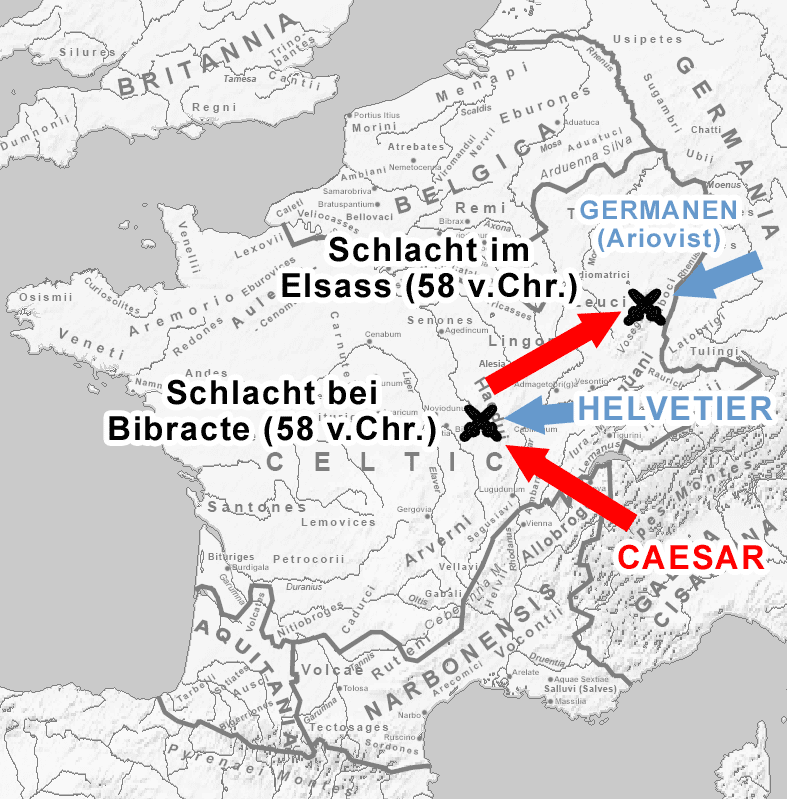
Erstes Buch: Krieg gegen die Helvetier (Schlacht bei Bibracte) und gegen die Germanen (Schlacht im Elsass), 58 v. Chr.

Zu Beginn des Buches beschreibt Caesar in einer Übersicht „ganz Gallien“ (seine Geographie und Bevölkerung), kommt dann aber detaillierter auf ein einzelnes Volk, die Helvetier, zu sprechen. Das Gebiet dieses Volkes befindet sich im äußersten Südosten Galliens und grenzt an Germanien und die römische Provinz. Ein helvetischer Adliger, Orgetorix, strebt die Alleinherrschaft über Gallien an. Um dies zu erreichen, plant er den Auszug des gesamten Volks der Helvetier aus ihrem Gebiet. Im Geheimen schließt er mit dem Sequaner Casticus und dem Haeduer Dumnorix einen Pakt, gemeinsam die Herrschaft zu erlangen. Dieser Plan wird allerdings verraten, und Orgetorix kommt auf der Flucht vor einem Prozess ums Leben. Die Helvetier halten dennoch am Plan der Emigration fest, werden jedoch von Caesar durch geschicktes Taktieren daran gehindert, den leichten und angenehmen Weg durch die römische Provinz zu nehmen. Stattdessen werden sie gezwungen, ihren Weg gen Norden zu verlegen. Dabei ziehen sie plündernd durch das Gebiet der Sequaner und Haeduer. Diese rufen Caesar zu Hilfe, der daraufhin ein Viertel der Helvetier beim Überqueren des Flusses Arar vernichtet. Wenig später, nach dreitägiger Schlacht bei Bibracte, kapitulieren die Helvetier. Caesar schickt sie zurück in ihr ursprüngliches Gebiet, damit sie wieder als ein Puffer zwischen den Germanen und der römischen Provinz fungieren.
Die besiegten Haeduer und Sequaner bitten Caesar wenig später um Hilfe gegen die nach Gallien drängenden Germanen. Deren König Ariovist unterdrücke die gallischen Stämme. Caesar erkennt die von den Germanen auch für das römische Reich ausgehende Gefahr und beschließt einzuschreiten. Durch Gesandte fordert er Ariovist auf, die Überschreitung des Rheins, die Besiedelung Galliens und die Unterdrückung der Gallier zu unterlassen. Darauf geht Ariovist nicht ein, somit ist ein militärischer Konflikt unausweichlich. In Vesontio sammelt Caesar zunächst seine Truppen, um auf Verstärkung zu warten und um sich um den Getreidenachschub zu kümmern. Währenddessen macht sich unter den römischen Soldaten aber das Gerücht unbesiegbarer Germanen breit, so dass es nicht wenige gibt, die bei einem Zug gegen diese den Dienst verweigern wollen. Caesar entkräftet alle Argumente und motiviert sie in einer flammenden Rede. In der Schlacht im Elsass vernichtet Caesar die Germanen. Die Überlebenden, darunter Ariovist, fliehen zurück über den Rhein.

### Zweites Buch: Krieg gegen die Belger (57 v.Chr.)

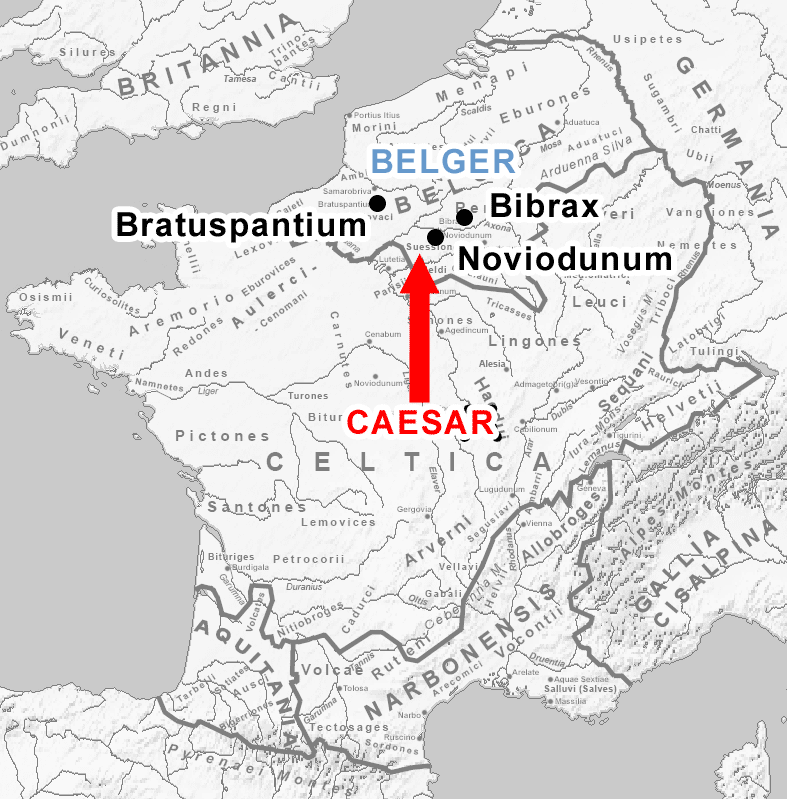
Zweites Buch: Krieg gegen die Belger, 57 v. Chr.

Der Bericht von einer Verschwörung der Belger dringt zu Caesar durch. Dieser stellt Legionen zusammen und erreicht so schnell die Gebiete der Belger, dass sich der Stamm der Remer sofort unterwirft. Von ihnen erfährt er über Stärke und Kampfeskraft der aufständischen Truppen und weiterhin, dass die Stämme der Belger von Germanen abstammen, die einst über den Rhein gekommen seien. Caesar überschreitet den Fluss Axona und lagert nicht weit von Bibrax, der Hauptstadt der Remer. Diese wird von den Belgern belagert, der Fall steht kurz bevor. Nur Caesars Eingreifen bewahrt sie davor. Die Belger ziehen sich schließlich in eigene Gebiete zurück. Auf ihrer Flucht werden viele Belger getötet.
Caesar zieht daraufhin in das Gebiet der Suessionen und beginnt mit der Belagerung von Noviodunum. Die Stadt kapituliert schnell, ebenso die Bellovaker in Bratuspantium und der Stamm der Ambianer. Die wilden und tapferen Nervier, Atrebaten und Viromanduer jedoch ziehen sich in die Wälder zurück und leisten dort erbitterten Widerstand. Es gelingt ihnen sogar, Caesars Legionen einzukesseln. Die Niederlage scheint unaufhaltsam. Der Stamm der Treverer, an der Seite Roms kämpfend, flieht bereits. Caesar schlägt sich schließlich selbst in vorderster Front, aber erst das Eingreifen der Nachhut dreht den Kampf zu Caesars Gunsten. Die Nervier werden fast komplett vernichtet, die Überlebenden lässt Caesar in ihr Gebiet zurückkehren.
Die Aduatuker, Nachkommen der Kimbern und Teutonen, übergeben Caesar ihre Stadt und ihre Waffen, behalten jedoch einen Teil zurück, um die Römer in der folgenden Nacht anzugreifen. Dieser letzte Versuch scheitert. Caesar lässt die Stadt plündern. Inzwischen erreicht ihn die Nachricht, dass Publius Licinius Crassus mit einer Legion die restlichen belgischen Stämme an der Küste unterworfen hat. Belgae ist besiegt, Caesar reist zurück nach Italien.

### Drittes Buch: Krieg gegen die Veneter im Nordwesten und die Aquitaner im Süden (57–56 v.Chr.)

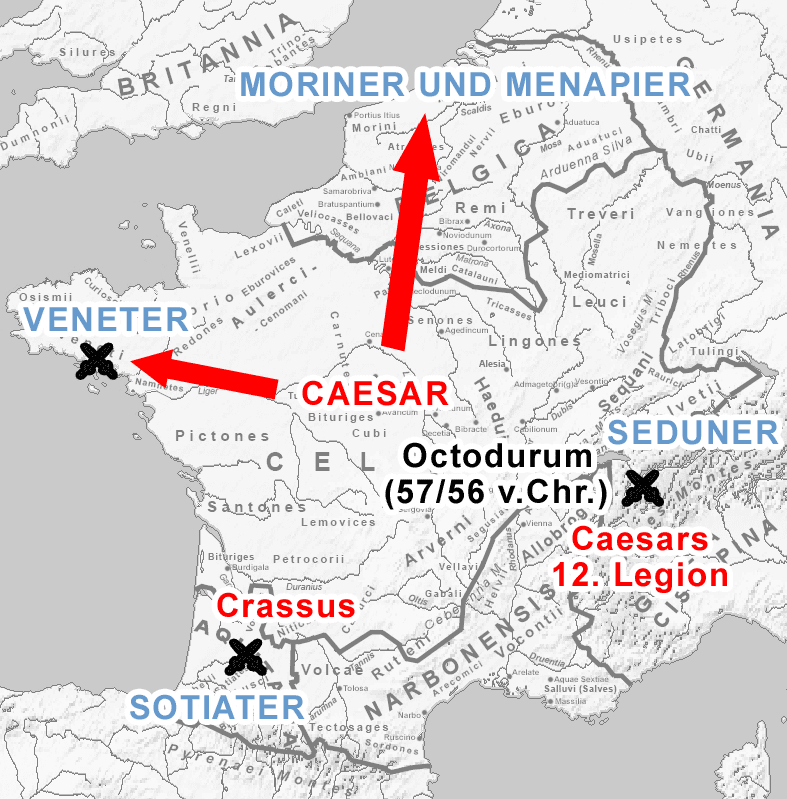
Drittes Buch: Krieg gegen Alpen- und Seevölker, 57/56 v. Chr.

Um einen Handelsweg von Italien durch die Alpen zu öffnen, schickt Caesar seine 12. Legion unter Servius Galba in das Gebiet der Nantuaten, Veragrer und Seduner. Im Dorf Octodurum stellen sie sich auf den Winter ein. Die gallischen Stämme, unwillens, sich zu unterwerfen, greifen von den Berghöhen an. Die Lage wird äußerst bedrohlich, Galba beschließt den Ausbruch. In der darauf entstehenden Verwirrung gelingt ihm der Sieg über die gallischen Aufständischen.
Während Caesar in Illyrien weilt, bricht ein weiterer Konflikt mit gallischen Stämmen aus. Das Seefahrervolk der Veneter nimmt römische Offiziere als Geiseln. Caesar rüstet sich für einen militärischen Konflikt und lässt auf dem Liger Kriegsschiffe bauen. Einen Austausch der Geiseln lehnt er ab. Die Veneter gewinnen mehrere Bündnisgenossen, auch aus Britannien, und befestigen ihre Städte. Um Koalitionen mit weiteren gallischen Stämmen zu verhindern, verteilt Caesar seine Truppen über große Gebiete Galliens, auch an den Rhein, um mögliche Germanenübertritte zu verhindern, und zieht mit Fußtruppen sofort nach Venetien.
Die Eroberung der venetischen Städte erweist sich jedoch als schwierig, denn diese liegen gut geschützt auf Landzungen am Meer. Also wartet Caesar auf seine Flotte. Die dann einsetzende Seeschlacht kann er schließlich für sich entscheiden, nicht weil er die besseren Schiffe hätte, sondern weil es seinen Soldaten gelungen war, mit Sicheln, die auf Stangen befestigt waren, die Takelage der Veneter zu zerstören und ihre Schiffe so manövrierunfähig zu machen. Ihre Städte ergeben sich daraufhin. Caesar bestraft sie mit Härte, lässt die Führungsriege der Veneter hinrichten und verkauft ihre Bevölkerung als Sklaven.
Zur gleichen Zeit gelingt es Quintus Titurius Sabinus mit einer List, die Veneller und andere abtrünnige Stämme unter Führung von Viridorix zum Angriff herauszufordern und sie durch einen plötzlichen Ausfall zu besiegen. Auch in Aquitanien kommt es zum Kampf. Dem P. Crassus stellt sich dort der Stamm der Sotiater entgegen. Crassus besiegt diese und erobert Aquitanien. Nun ist fast ganz Gallien besiegt. Lediglich die Stämme der Moriner und Menapier stehen noch gegen Rom unter Waffen. Zurückgezogen in Wälder und Sümpfe erwarten sie Caesar und beginnen den Kampf, sobald dieser seine Legionen rasten lässt. Caesar kann den Gegner zwar zurückdrängen, in den tiefen Wäldern aber nicht endgültig schlagen. Er lässt also die Dörfer der Moriner und Menapier zerstören und zieht sich ins Winterlager zurück.

### Viertes Buch: Krieg gegen Germanen, erste Rheinüberschreitung, erste Britannien-Expedition (55 v.Chr.)
Der tapferste germanische Stamm, die Sueben, vertreibt andere Germanen, die Usipeter und Tenkterer, über den Rhein ins römisch besetzte Gallien. Caesar lehnt es ab, den beiden Stämmen Siedlungsland zu überlassen. Es kommt zur Schlacht, in der die Germanen mitsamt ihren Frauen und Kindern vernichtend geschlagen werden. Um den Sueben seine Macht zu demonstrieren, baut Caesar innerhalb von 10 Tagen eine Brücke über den Rhein und betritt Germanien. Zu einem direkten Aufeinandertreffen mit germanischen Stämmen kommt es jedoch nicht. Caesar findet ihre Dörfer verlassen vor und brennt diese nieder. Schließlich zieht er zu den befreundeten Ubiern und verspricht ihnen Schutz vor den Sueben. Nach 18 Tagen in Germanien zieht er sich nach Gallien zurück und lässt die Brücke abreißen.
Noch bevor der Winter naht, möchte Caesar nach Britannien aufbrechen, um seine Präsenz auch dort zu unterstreichen. Bereits bei seiner Ankunft stellen sich ihm die Bewohner Britanniens mit Streitwagen entgegen. Die Situation scheint völlig ausweglos, und auch der geschickte Schachzug Caesars, die wendigeren Schlachtschiffe vorne zu positionieren, wendet die Lage nicht. Erst ein einzelner mutiger Adlerträger kann durch sein Vorbild (er springt samt Feldzeichen, dem Legionsadler, vom Schiff ins tiefe Wasser und greift die Britannier an) auch die restlichen Soldaten an ihre Pflicht und ihr Ehrgefühl erinnern, so dass alle ihm folgen. Hier erweist sich der Wille der Römer zu siegen stärker als jede Taktik, sodass Caesar trotz aller Widrigkeiten siegt.
Bei seiner Rückkehr nach Gallien jedoch muss er, bevor er seine Truppen ins Winterquartier entlassen kann, noch einmal 6000 Moriner schlagen, die gegen ihn aufbegehren.

### Fünftes Buch: Krieg gegen Britannien, Aufstand der Gallier (54 v.Chr.)

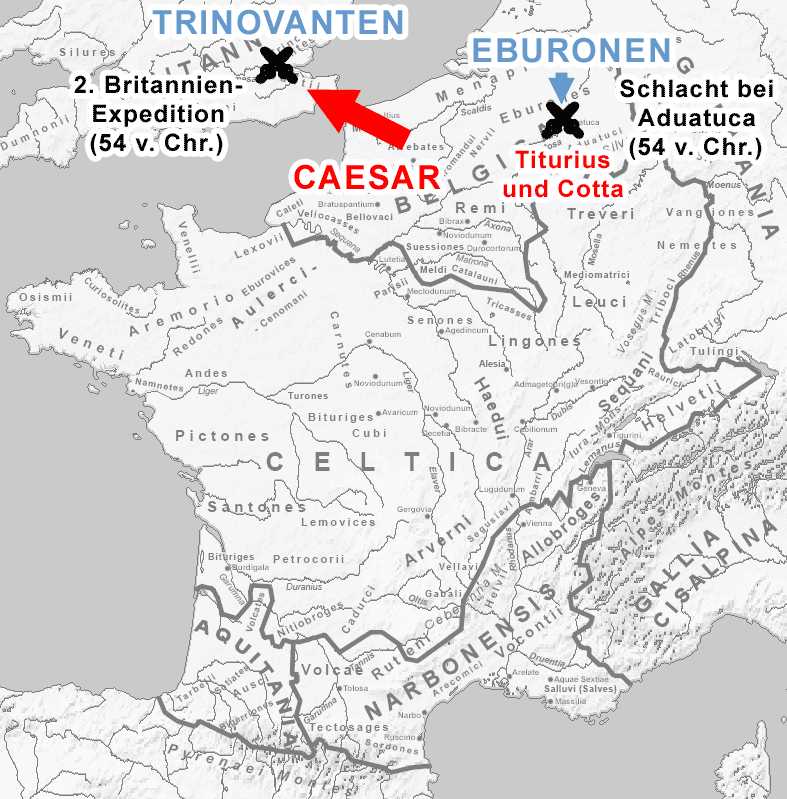
Fünftes Buch: Zweite Britannien-Expedition, Niederlage von Titurius und Cotta gegen die Eburonen, 54 v. Chr.

Im Winter lässt Caesar über 600 Schiffe bauen. Bevor er jedoch zum zweiten Mal nach Britannien aufbricht, zieht er zu den Treverern, um sie zur Bündnistreue zu ermahnen. Den Haeduer Dumnorix, der sich Rom widersetzt, lässt Caesar töten. In Itius sammelt Caesar seine Truppen und fährt nach Britannien. Zurück lässt er Titus Labienus mit drei Legionen. An Land gegangen, erwarten ihn bereits die versammelten Britannier. Es kommt zu ersten Gefechten und, bedingt durch den britannischen Einsatz ihrer Streitwagen, hohen Verlusten der Römer. Dennoch kämpfen Caesars Truppen erfolgreich, die Koalition der Gegner löst sich auf, die Trinovanten ergeben sich. Lediglich Cassivellaunus, Oberbefehlshaber der verbündeten Britannier, leistet anfangs aus den Wäldern noch Widerstand. Doch schließlich wird auch dieser gebrochen. Caesar nimmt Geiseln als Sicherheit und fährt zurück nach Gallien.
Für das Winterlager verteilt er diesmal seine Legionen auf die einzelnen Stämme, denn er fürchtet neue Unruhen. Caesar erfährt, dass sich die Gallier darauf verständigt hätten, alle Winterlager gleichzeitig anzugreifen. Die Legaten Titurius und Cotta, im Gebiet der Eburonen einquartiert, einigen sich auf den Abzug, geraten jedoch in einen Hinterhalt des Ambiorix und werden vernichtend geschlagen. Die Legaten finden den Tod. Belagert wird auch das Lager des Cicero. Nur mit Mühe kann er dem Ansturm standhalten. Als auch Labienus von den Treverern heftig bedrängt wird, eilt Caesar Cicero zu Hilfe. Durch einen geschickten Schachzug – ihm gelingt es, die Gallier auf ungünstiges Gelände zu locken – erringt er den Sieg. Als diese Nachricht zu den gallischen Stämmen kommt, fliehen diese. Labienus gelingt es, Indutiomarus, den Führer der Treverer, zu töten.
Im fünften Buch berichtet Caesar eingehender von der Geographie und der Bevölkerung Britanniens. Er vermutet einen geographischen Umfang von 2000 Meilen, erwähnt ferner Hiberna (Irland) und die Insel Mona.

### Sechstes Buch: Aufstand der Gallier, zweite Rheinüberschreitung, Gallier- und Germanenexkurs (53 v.Chr.)

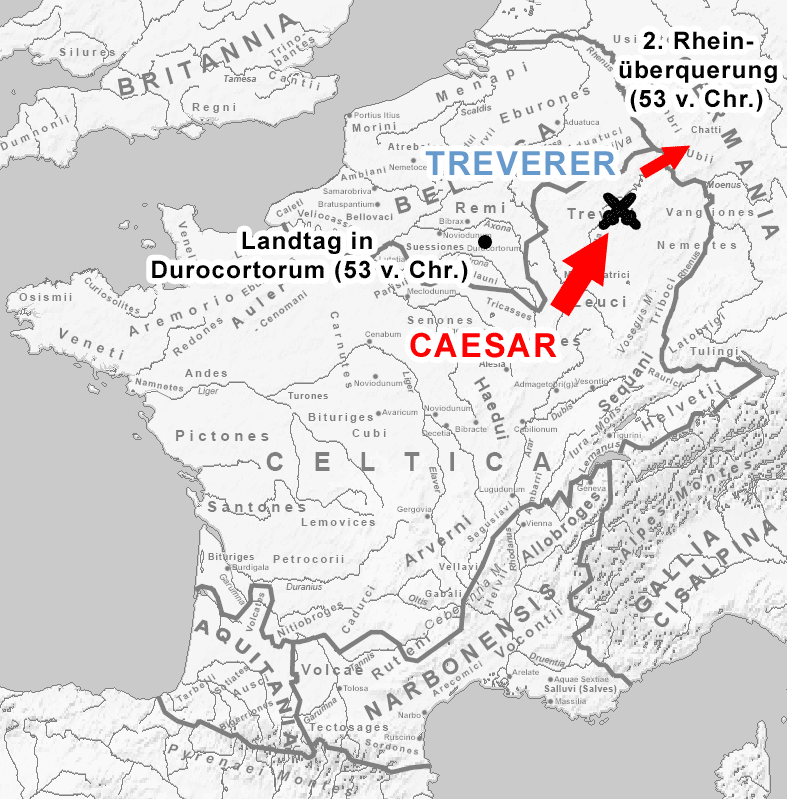
Sechstes Buch: Aufstände der Treverer, zweite Rheinüberschreitung, Landtag in Durocortorum, 53 v. Chr.

Die Unruhen der Gallier halten an. Treverer, Nervier, Atuatuker, Menapier sowie linksrheinische Germanen planen weitere Aufstände. Caesar verstärkt seine Truppen in Gallien und unterwirft Nervier, Senonen, Carnuten und Menapier. Die Treverer warten auf Unterstützung aus Germanien, um das Lager des Labienus zu überfallen. Dieser täuscht einen Fluchtversuch vor und kann die Treverer so zu einem überhasteten Angriff locken. Labienus siegt und schlägt die Gallier in die Flucht. Cingetorix wird, als treuem Verbündeten Roms, die Herrschaft über die Treverer zuteil.
Um dem Eburonen Ambiorix die Flucht zu erschweren und rechtsrheinische Stämme, die am Aufstand beteiligt waren, zu bestrafen, überschreitet Caesar zum zweiten Mal den Rhein. Von den befreundeten Ubiern erfährt er von Truppenbewegungen der Sueben. Caesar ist gewarnt.
An dieser Stelle folgt der sogenannte Gallier- bzw. Germanenexkurs. Caesar berichtet über Sitten und Gebräuche der Gallier und unterscheidet sie dabei von den Germanen. Er spricht von der gallischen Bevölkerung (Druiden und Ritter), Religion („Ihr größter Gott ist Mercurius“), Familienrecht, Bestattungen sowie deren politischen Organisation („Über Staatsangelegenheiten zu sprechen ist nur durch das Mittel der Vollversammlung erlaubt.“). Anders seien die Germanen. Priester wie die Gallier hätten sie nicht, Ackerbau sei bei ihnen nicht beliebt, dafür liebten sie die Jagd, Krieg und Abhärtung. Hohes Ansehen habe ein germanischer Stamm dann, wenn er alle Nachbarn vertreiben könne. Die Gallier seien früher tapferer und kämpferischer gewesen als die Germanen. Die Nähe zum zivilisierten römischen Reich habe ihnen jedoch Wohlstand verschafft und sie hätten sich letztendlich damit abgefunden, von den Germanen besiegt worden zu sein. Der Exkurs endet mit der Beschreibung des hercynischen Waldes östlich des Rheins und seiner Tiere (Elche, Auerochsen, Hirsche), diese Passage ist allerdings von fragwürdiger Authentizität.
Die Verfolgung Ambiorix’ geht weiter. Caesar schickt L. Minucius Basilus durch den Ardenner Wald voraus. Dort entkommt Ambiorix nur knapp zu Pferde. Caesar schickt daraufhin Boten zu anderen gallischen Stämmen und fordert sie auf, die Eburonen auszuplündern. Dies lockt auch die germanischen Sugambrer über den Rhein, die über die Eburonen herfallen, dann aber vergeblich versuchen, die Römer in Atuatuca zu besiegen, und schließlich wieder über den Rhein verschwinden.
Caesar gelingt es nicht, Ambiorix zu fassen, so bleibt ihm nichts anderes übrig, als Land und Dörfer der Eburonen zu vernichten. In Durocortorum, einer Stadt der Remer, hält Caesar gallischen Landtag. Acco, Anstifter des Aufstandes, wird hingerichtet. Caesar reist nach Italien ab.

### Siebtes Buch: Der Aufstand des Vercingetorix (52 v.Chr.)
Gallische Stämme schließen sich unter der Führung des Arverners Vercingetorix zu einer Koalition gegen Caesar zusammen. Dieser zieht in das Gebiet der Bituriger und gewinnt auch diese für einen Aufstand. Caesar eilt aus Italien herbei und zwingt diese zum Abzug. Vercingetorix belagert anschließend Gorgobina, eine Stadt der Boier. Caesar zieht seine Truppen nach und erobert Vellaunodunum, Cenabum und Noviodunum Biturigum. Die Gallier brennen daraufhin alle Städte der Bituriger ab, lediglich Avaricum bleibt verschont, wird aber schon bald von Caesar eingenommen. Die verbündeten Haeduer ermahnt er zur Bündnistreue.
Während er Titus Labienus mit vier Legionen in die Gebiete der Senonen und Parisier verlegt, macht sich Caesar auf nach Gergovia ins Gebiet der Arverner und die Heimat des Vercingetorix. Die Haeduer erheben sich jedoch schon bald gegen Caesar. Während die Schlacht um Gergovia tobt, rücken die Haeduer auf die römischen Truppen zu. Die Römer verlieren an diesem Tag fast siebenhundert Männer, können die Stadt aber nicht einnehmen. Caesar zieht weiter zur Stadt Noviodunum, die von den Haeduern zerstört wurde, während Labienus gegen die Stadt Lutetia zieht. Dort kommt es für Labienus zur siegreichen Schlacht. Die Gallier fliehen. Nach drei Tagen vereinigen sich seine Truppen mit denen Caesars.
Unterdessen hält Vercingetorix gallischen Landtag in Bibracte. Fast alle gallischen Stämme nehmen teil und bestätigen Vercingetorix als Feldherrn. Es kommt zur Schlacht, in deren Verlauf die gallischen Reiter am Fluss Armançon vernichtet werden. Vercingetorix zieht mit seinen Fußtruppen zur Festung Alesia ab. Dort kommt es erneut zum Kampf, den Caesar dank germanischer Hilfstruppen für sich entscheiden kann. Ihm gelingt es, die Gallier einzuschließen und ein ausgeklügeltes Befestigungssystem rund um die Stadt zu errichten. Die eingeschlossenen Gallier warten jetzt dringend auf heranziehende gallische Hilfstruppen, denn ihre Lebensmittelvorräte sind fast aufgebraucht. Die Gallier diskutieren die Möglichkeit, sich zu ergeben. In der flammenden Rede des Arverners Critognatus spricht sich dieser gegen eine Kapitulation aus und überzeugt die Übrigen. Reitergefechte eröffnen die nächsten Kampfhandlungen, bis zum Abend bahnt sich aber keine Entscheidung an. Auch in den kommenden Tagen gelingt es Vercingetorix nicht, durch Ausfälle einen Sieg herbeizuführen. Die Entscheidung bahnt sich an. Caesar siegt schließlich. Vercingetorix fällt in seine Hände.
Caesar zieht anschließend direkt zu den Haeduern, unterwirft sie erneut, nimmt viele Geiseln und schickt seine Truppen ins Winterlager. Er selbst bleibt in Bibracte. In Rom wird ein 20-tägiges Dankfest gefeiert.

### Achtes Buch: Die Jahre 51 v.Chr. und 50 v.Chr. (von Aulus Hirtius)
- Vorwort des Hirtius (Freund, Offizier und Sekretär Caesars)
- 1–48 Caesars Kriegstaten im achten Jahr seiner Statthalterschaft
  - 1–5 Unterwerfung der Bituriger und Carnuten
  - 6–22 Unterwerfung der Bellovaker
  - 23–29 Nachträgliche Erzählung eines Anschlags auf den Atrebaten Commius
  - 30–31 Der Legat C. Caninius Rebilus verfolgt den Senonen Drappus und den Kadurker Lucterius
  - 32–44 Belagerung und Einnahme von Uxellodunum
  - 45 Labienus besiegt die Treverer
  - 46 Aquitanien unterwirft sich; die Winterlager
  - 47–48 Commius ergibt sich dem Quaestor Marcus Antonius
- 49–55 Die Vorbereitung zum Bürgerkrieg
  - Vorbemerkung des Hirtius
  - 49–51 Caesars mildes Verfahren gegen das unterworfene Gallien; Reise nach Italien
  - 52–53 Rückkehr in das jenseitige Gallien; Caesar setzt den Labienus über das diesseitige Gallien; Anfänge des Bürgerkriegs
  - 54–55 Caesar kommt durch einen Senatsbeschluss um zwei Legionen, die dem Pompeius übergeben werden

Das achte Buch bricht mitten im Satz ab.

## Überlieferungsgeschichte
Die Überlieferungsgeschichte von De bello Gallico erweist sich aufgrund zahlreicher Textzeugen als unübersichtlich und noch nicht restlos erforscht. Seit seinem ersten Erscheinen zu Caesars Lebzeiten handelt es sich jedenfalls um einen Text mit beachtlicher Verbreitung. Mittelalterliche Manuskripte sind allein 33 in der Vatikanischen Bibliothek, 25 in der Bibliothèque nationale de France (Paris), über ein Dutzend in Florenz und weitere in anderen, vor allem römischen, Bibliotheken erhalten.
Für die zweisprachige französisch-lateinische Ausgabe (1926, Collection des Universités de France) hat Léopold Albert Constans etwa 40 Manuskripte ausgewertet. Das älteste stammt aus dem 9. Jahrhundert. Die späteren Kopien aus dem 14. und 15. Jahrhundert weichen teilweise von den älteren Manuskripten ab.

## Rezeption

Sammelmarke für Langenscheidts Bibliothek der Klassiker

Wie man aus einigen Äußerungen weiß, erwarteten Caesars zeitgenössische Leser noch, dass seine commentarii in der Tradition von tagebuchartigen Notizen stünden, z. T. auch als Gedächtnisstütze und als Material für künftige Historiker, nach dem Vorbild der Hypomnemata der Griechen. Sie erkannten aber bei der Lektüre den bereits literarischen Charakter von Caesars Schriften. So urteilt Cicero in seiner Geschichte der Redekunst in Rom mit dem Titel Brutus: „Auch mehrere commentarii (gemeint: Caesars), die er über seine Taten verfasste, las ich. Recht akzeptabel sind sie […]. Denn sie sind nicht ausgeschmückt, ohne Umschweife und gefällig, von allem rhetorischen Prunk wie von einem Gewand entkleidet. Aber während er wollte, dass andere Material hätten, um es für ihre Geschichtsschreibung zu verwenden, tat er vielleicht Dummköpfen einen Gefallen, die daraus mit der Brennschere Locken kräuseln wollen; Vernünftige schreckte er vom Schreiben ab. Denn in einem historischen Werk ist nichts angenehmer als saubere und klare Kürze.“
Ähnlich äußerte sich bereits Aulus Hirtius, als er Caesars Werk über den gallischen Krieg mit seinem achten Buch fortsetzte. In der Entschuldigung für dieses Wagnis, die er pro forma vorausschickte, liest man: „Es ist ja allgemein bekannt, dass nichts von anderen so mühevoll ausgearbeitet wurde, dass es nicht von der Gründlichkeit dieser Kommentare noch übertroffen würde. Herausgegeben hat er sie, damit es den Geschichtsschreibern nicht an Wissen um so wichtige Ereignisse fehlen soll – und im allgemeinen Urteil finden sie so viel Beifall, dass er, wie es aussieht, den Geschichtsschreibern die Möglichkeit zu ihrer Darstellung vorweggenommen und nicht vorgegeben hat.“
Caesars oben erwähnte strenge und regelgerechte Handhabung der Sprache machten seine Commentarii zu einem stilistischen Vorbild beim Lateinlernen im Schulbetrieb. In den ersten Jahrhunderten der Neuzeit gehörte Caesars Schrift bei der Ausbildung von Staatsmännern und Offizieren zum Literaturkanon. Heute ist das Werk Standardliteratur im Lateinunterricht. Eine Frucht der Lektüre des Werks im Schulunterricht ist die von Nicodemus Frischlin im Jahr 1589 veröffentlichte Comoedia nova neque illepida et lectu actuque iucunda atque utilis („Neues Theaterstück, nicht unhübsch sowie zum Lesen und Aufführen willkommen und nützlich“) mit dem Titel Helvetiogermani. Der Stoff und die literarische Vorlage dieser Schulkomödie sind die Begebnisse des ersten Buchs von De bello Gallico, nämlich die Auswanderung der Helvetier und der Krieg mit dem Germanenfürsten Ariovist, erweitert um einige komische Begebenheiten mit dem entsprechenden Personal. Der Text ist, wo immer es möglich war, die ins Dramenversmaß umgesetzte Darstellung Caesars, die den Schülern sicher bereits bekannt war; auch die langen indirekten Reden des Originals sind einigermaßen wortgetreu in direkter Rede wiedergegeben.
Caesars Commentarii inspirierten besonders seit der Renaissance viele Schriftsteller und Künstler. Prominente Werke sind beispielsweise:
- Petrus Ramus, Buch über Caesars Kriegswesen (1559);
- William Shakespeare, Julius Cäsar (um 1599);
- Bertolt Brecht, Die Geschäfte des Herrn Julius Caesar (1957);
- die Asterix-Comics und Filme von René Goscinny und Albert Uderzo (seit 1961), insbesondere der Band Der Papyrus des Cäsar (2015);
- Masters of Rome – historische Romanserie von Colleen McCullough
- die US-amerikanische Fernsehserie Rom greift die fiktiven Lebensgeschichten von Titus Pullo und Lucius Vorenus auf, die beide im Werk kurz erwähnt werden (De bello Gallico 5,44).

## Ausgaben
Textkritische Ausgabe
- Wolfgang Hering (Hrsg.): C. Iulii Caesaris Commentarii rerum gestarum. Bd. 1: Bellum Gallicum. Leipzig 1987.
- Otto Seel (Hrsg.): C. Iulii Caesaris Commentarii rerum gestarum. Bd. 1: Bellum Gallicum. Leipzig 1961.
- Heinrich Meusel (Hrsg.): C. Iulii Caesaris Commentarii de bello Gallico. Erklärt von Friedrich Kraner und Wilhelm Dittenberger, 3 Bde., 18. Aufl., Berlin 1960.
- Alfred Klotz (Hrsg.): C. Iuli Caesaris commentarii. Bd. 1: Commentarii Belli Gallici. 4. Aufl., ed. stereotypa corr., addenda et corrigenda coll. et adiecit W. Trillitzsch, Leipzig 1957.
- R. L. A. Du Pontet (Hrsg.): C. Iuli Caesaris commentariorum libri VII de bello gallico cum A. Hirti supplemento. Oxford 1900.

Übersetzungen
- Otto Schönberger (Hrsg. & Übers.): Der Gallische Krieg / De bello Gallico. Lateinisch–Deutsch, 4., überarbeitete Aufl., Berlin 2013. (Sammlung Tusculum, mit recht ausführlichem Kommentar und Anhang)
  - Otto Schönberger (Hrsg. & Übers.): Der Gallische Krieg / De bello Gallico (Studienausgabe). Lateinisch–Deutsch. 5. Aufl., Düsseldorf & Zürich 2004. (Anmerkungen und Anhang fallen im Gegensatz zur Tusculum-Ausgabe sehr knapp aus)
- Carolyn Hammond (Übers.): The Gallic War. Oxford u. a. 2008. (Oxford World’s Classics)
- Marieluise Deissmann (Übers.): De bello Gallico / Der Gallische Krieg. Lateinisch–Deutsch, Stuttgart 2004. (Reclam)
- Curt Woyte (Übers.): Der Gallische Krieg. Stuttgart 1951. (Reclam)
- H. J. Edwards (Übers.): The Gallic War. Lateinisch–Englisch, Cambridge (MA) 1917. (Loeb Classical Library, online auf archive.org)